# Mückenloch
Mückenloch ist ein Stadtteil von Neckargemünd im Rhein-Neckar-Kreis im Norden Baden-Württembergs. Der Ort liegt im Naturpark Neckartal-Odenwald.

## Geschichte
Mückenloch wurde 1273 als „Muegenloch“ erstmals erwähnt und ist als eine späte Rodungssiedlung an den Hängen des Neckartals vermutlich erst im 11. oder 12. Jahrhundert entstanden. Die Landeshoheit hatte die Kurpfalz. Die Ortsherrschaft hatten ab 1398 zum Teil und ab Beginn des 15. Jahrhunderts bis zum Jahr 1632 komplett die Herren von Hirschhorn als Lehen der Bischöfe von Würzburg inne. Zwischen 1644 und 1663 war sie an Johann von Werth und seine Erben verliehen. 1691 gaben die Würzburger Bischöfe das Dorf gegen die Hälfte von Gerichtstetten an Kurpfalz ab. Zu Beginn des 19. Jahrhunderts (1803) gelangte der Ort zu Baden. Am 1. Januar 1975 wurde Mückenloch nach Neckargemünd eingemeindet.

## Politik

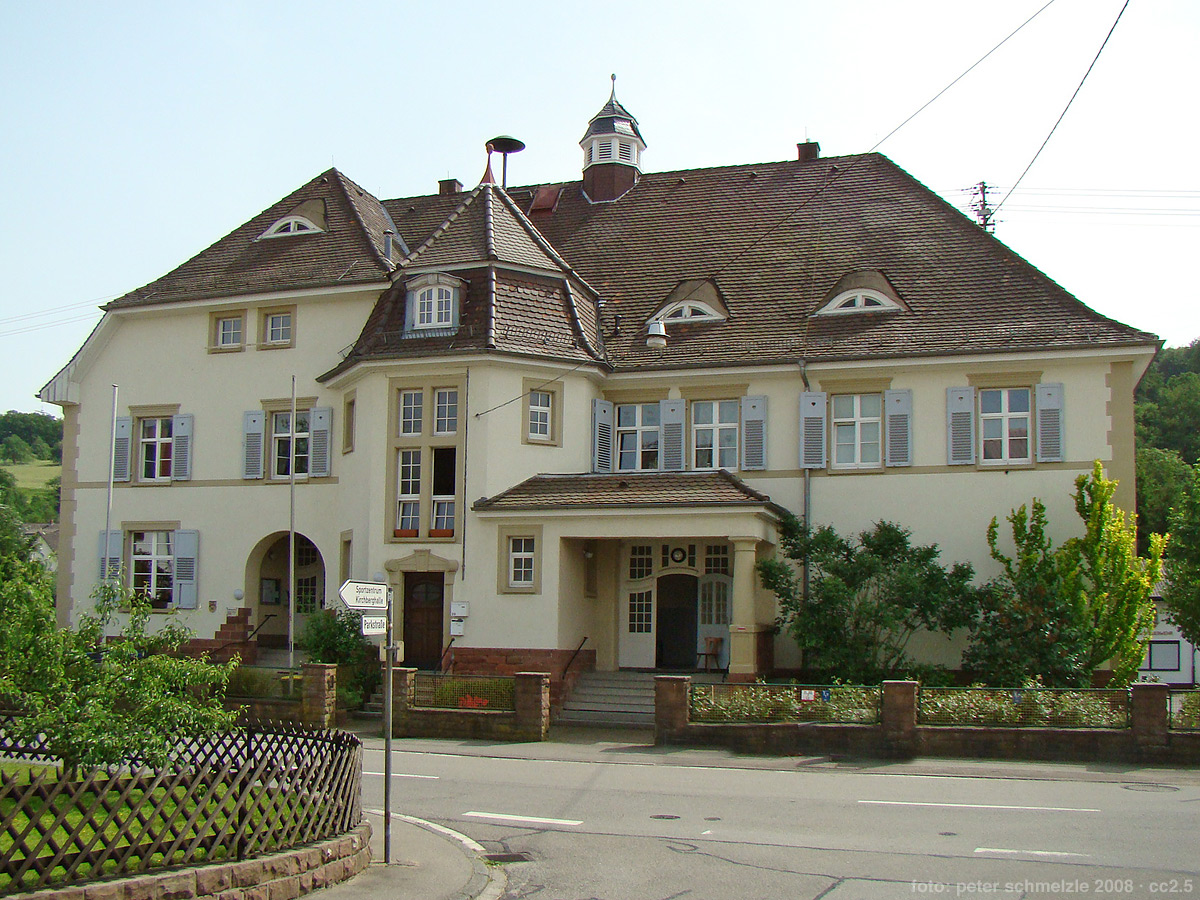
Rathaus in Mückenloch

### Ortschaftsrat
Mückenloch hat einen aus zehn Sitzen bestehenden Ortschaftsrat. Bei der Wahl 2014 gewannen die Freien Wähler drei Sitze, die CDU zwei und die SPD fünf.

### Wappen
Die Blasonierung des Wappens lautet: In Gold unter einer liegenden vierendigen roten Hirschstange die durch eine Ligatur verbundenen schwarzen lateinischen Großbuchstaben ML.
Bereits ein Gerichtssiegel von 1752 zeigte die Buchstaben „ML“ für den Ortsnamen (→ Initialwappen). 1900 entwarf das Generallandesarchiv ein Wappen, in dem als Verweis auf die Herren von Hirschhorn aus deren Wappen eine Hirschstange mitaufgenommen wurde. Irrtümlich hatte sie aber nur vier Enden statt wie im Original fünf. Die Farben wurden dem Wappen des Großherzogtums Baden entnommen. 1901 nahm die Gemeinde das Wappen an.

## Bauwerke
In Mückenloch gibt es drei Kirchen: Die katholische Kirche in der Ortsmitte geht auf die Zeit der Ortsgründung zurück. Jedoch stürzten bei Bauarbeiten für ein neues Kirchenschiff der unter Denkmalschutz stehende Kirchturm und die umfassende Kirchenmauer teilweise ein. Daraufhin wurde 1974 die Kirche neu erbaut und der Kirchturm erhielt eine ähnliche Bauform, wurde aber nicht mehr so hoch. Die ab 1781 erbaute evangelische Kirche stand bis 1962 in der Birkenstrasse. Auf einer Anhöhe südlich davon wurde 1930 die neue ev. Kirche eingeweiht, sowie die 1984 erbaute neuapostolische Kirche im Nordosten des Ortes beim Friedhof, die ein Vorgängerbauwerk in der früheren Hauptstraße jetzt Talstraße aus den 1950er Jahren ersetzt hat. Markant ist außerdem das Schul- und Rathaus des Ortes von 1912/13.

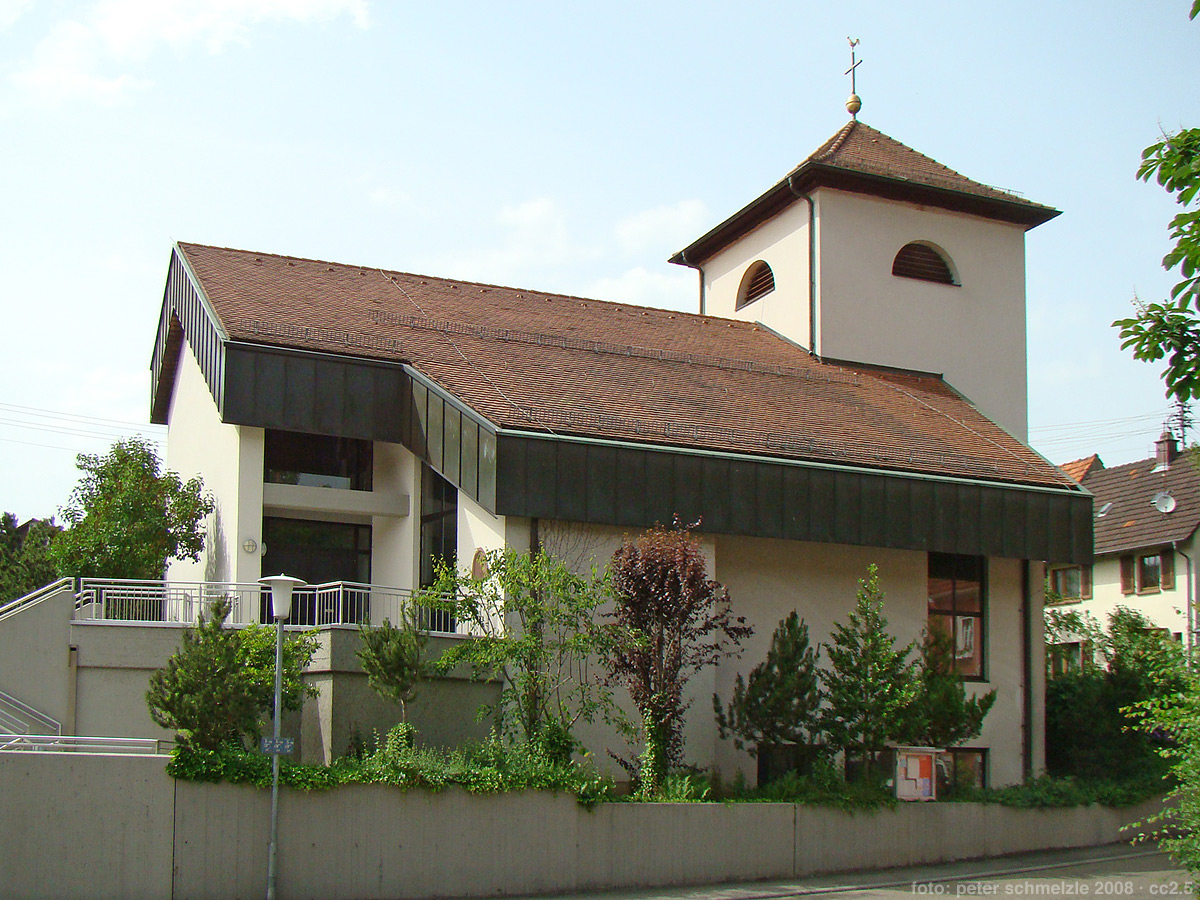
Katholische Kirche
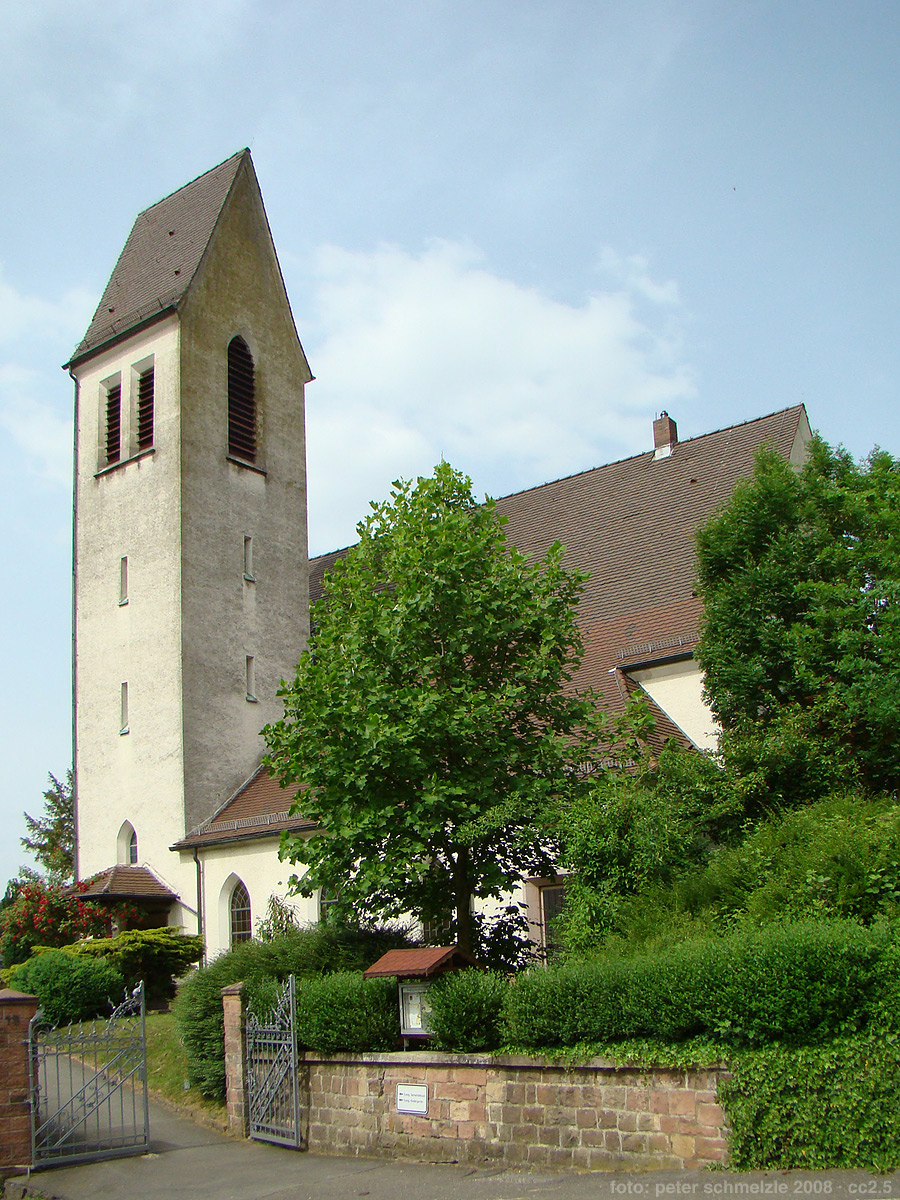
Evangelische Kirche
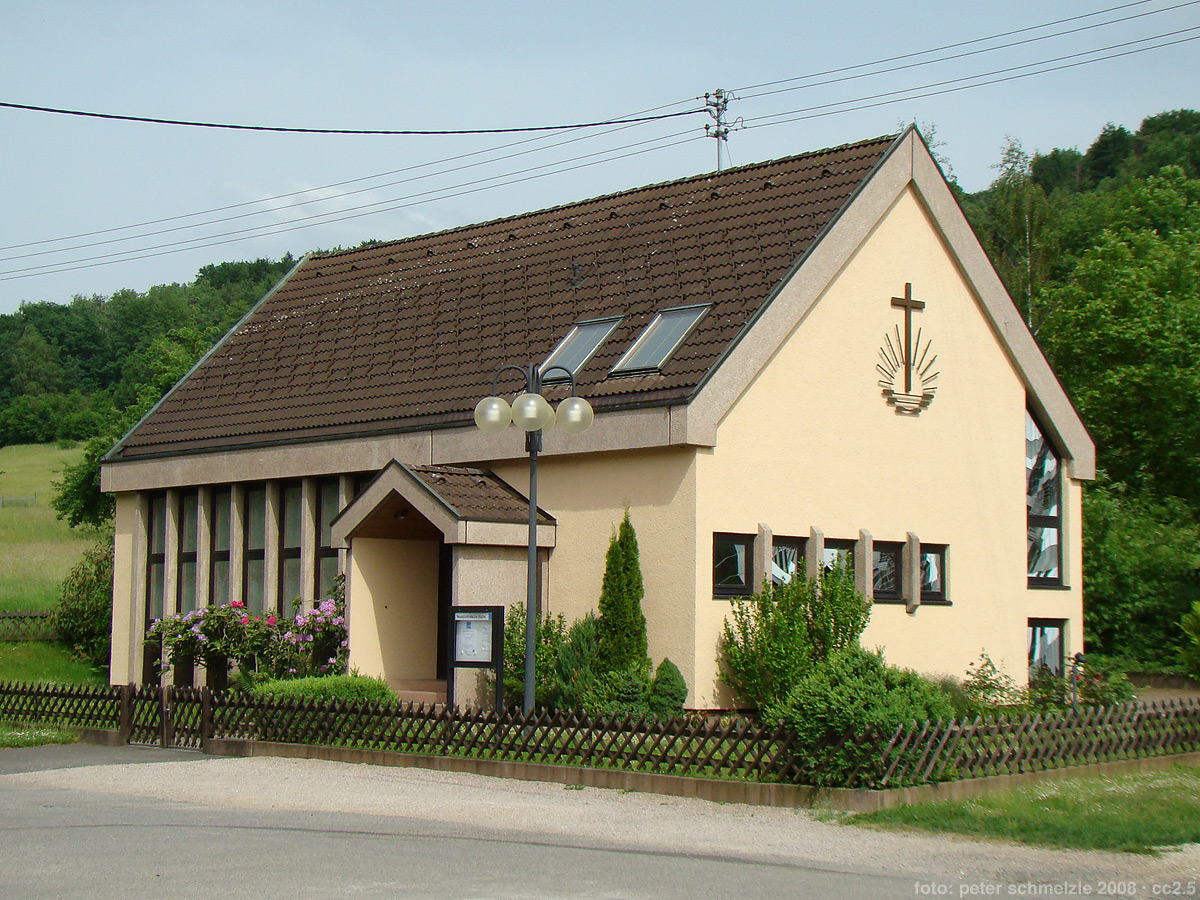
Neuapostolische Kirche

## Vereine
In Mückenloch gibt es folgende Vereine:
- BSC Mückenloch e. V.
- Hochsee Seglervereinigung Kurpfalz e. V.
- Schützenverein Edelweis e. V.
- Musikverein Trachtenkapelle Mückenloch e. V.
- Förderverein der Freiwilligen Feuerwehr Neckargemünd, Abt. Mückenloch

Der BSC Mückenloch ist mit ca. 650 Mitgliedern der größte Sportverein im Ort. Hansi Flick hatte in diesem seine Sportkarriere als Fußballspieler angefangen.

## Kurioses
Der Ortsname Mückenloch wird immer wieder in Sammlungen lustiger Ortsnamen aufgenommen. Der Name ist aufgrund des Ursprungs der Siedlung in einer Rodung in einer alten verlandeten Neckarschleife („Mückenlocher Schlinge“) mit Bachläufen als Brutstätten für Mücken durchaus wörtlich zu nehmen.
Die Großmutter (mütterlicherseits) von Doris Day wurde 1863 in Mückenloch geboren.

## Persönlichkeiten
Der Fußballspieler und -trainer Hansi Flick wuchs in Mückenloch auf.